# Ercole di Monaco
Ercole di Monaco (Monaco, 24 settembre 1562 – Monaco, 29 novembre 1604) fu Signore di Monaco dal 17 maggio 1589 fino alla sua morte, nonché il padre di Onorato II, futuro Principe di Monaco.

## Biografia

### Infanzia

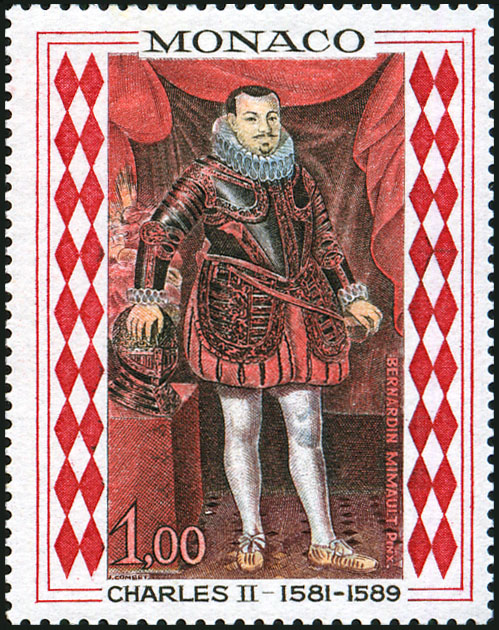
Carlo II di Monaco in un francobollo

Ercole era il figlio minore dei quattro eredi di Onorato I (1522-1581) e di Isabella Grimaldi. Suo fratello maggiore, Carlo II era divenuto Signore di Monaco alla morte del padre, nel 1581. Gli altri due fratelli minori di Ercole, Francesco (1557-1586) ed Orazio (1558-1559) morirono ancora bambini, lasciando Ercole quale unico erede del fratello Carlo II, il quale morì nel 1589 all'età di 34 anni, senza eredi. Ercole aveva all'epoca 27 anni.

### Signore di Monaco
Al tempo dell'ascesa di Ercole alla signoria monegasca, il paese si trovava ancora sotto la sfera d'influenza della Spagna, fatto che aveva notevolmente impoverito l'economia monegasca e di conseguenza aveva considerabilmente aumentato il malumore popolare. Fu in questo clima che il monegasco Cesar Arnaud guidò 700 uomini dalla Provenza a Monaco per sferrare un attacco notturno e liberare la città dalla signoria spagnola, attentato fallito per merito del pronto intervento delle truppe spagnole in difesa del baluardo. Anche il notaio Boccone tentò una cospirazione per tentare di cacciare gli spagnoli da Monaco detronizzando i Grimaldi e cedendo la signoria ai Savoia, ma anche il suo operato non ebbe effetto.

### Matrimonio

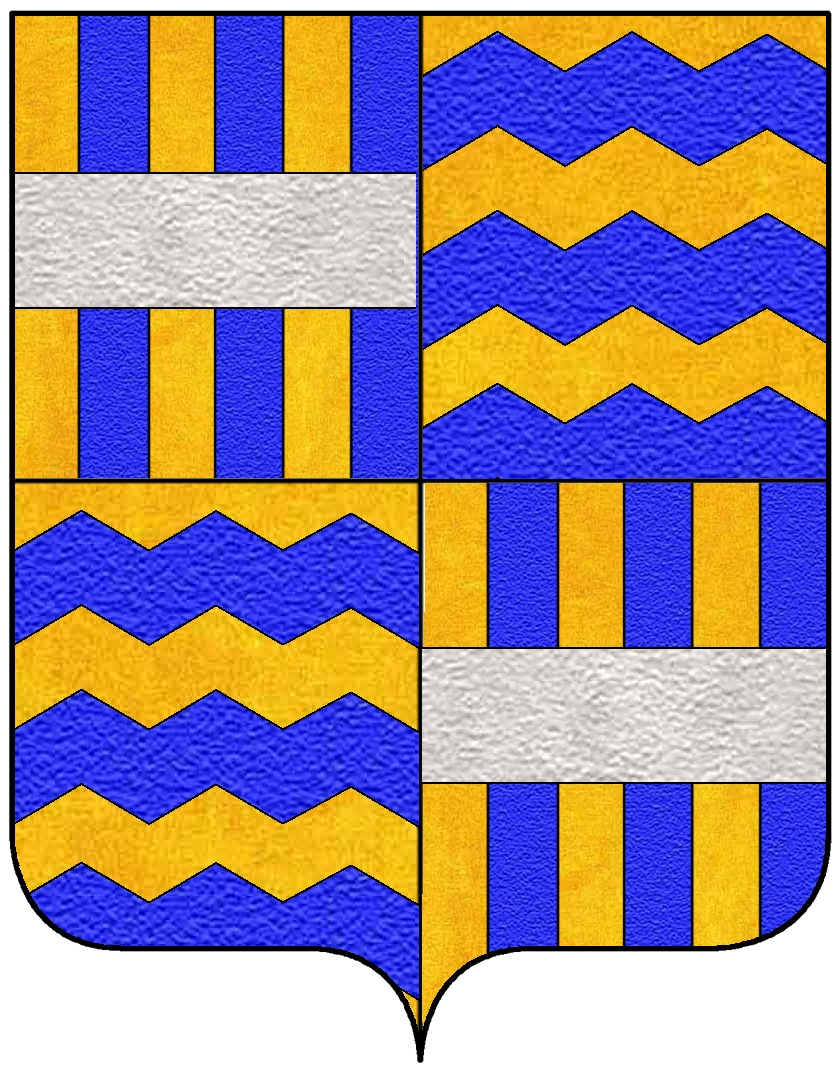
Stemma dei Landi

Il 15 dicembre 1595 Ercole sposò Maria Landi (1570-1599) di Bardi Val Ceno, dalla quale ebbe tre figli.

### Morte
L'opposizione popolare, ovviamente, si rivolgeva anche contro Ercole in quanto, come regnante, portava avanti una politica filo-spagnola. Il 29 novembre 1604, Ercole si era recato di sera nella casa del governatore della città Gastaldi sulla rue de Milieu (all'attuale numero 15), quando nell'oscurità venne aggredito e pugnalato a morte. Ci fu chi disse che questo assassinio era stato un errore per scambio di persona ma è facile intuire che in un clima di malumore come quello dell'epoca potesse portare a questi esempi di regicidi (come nel caso di Enrico IV di Francia). Il suo corpo venne gettato in mare dall'assassino e successivamente venne ritrovato a riva dalle autorità. La salma, dopo i funerali, venne sepolta nella cappella di San Sebastiano della chiesa di San Nicola di Monaco.

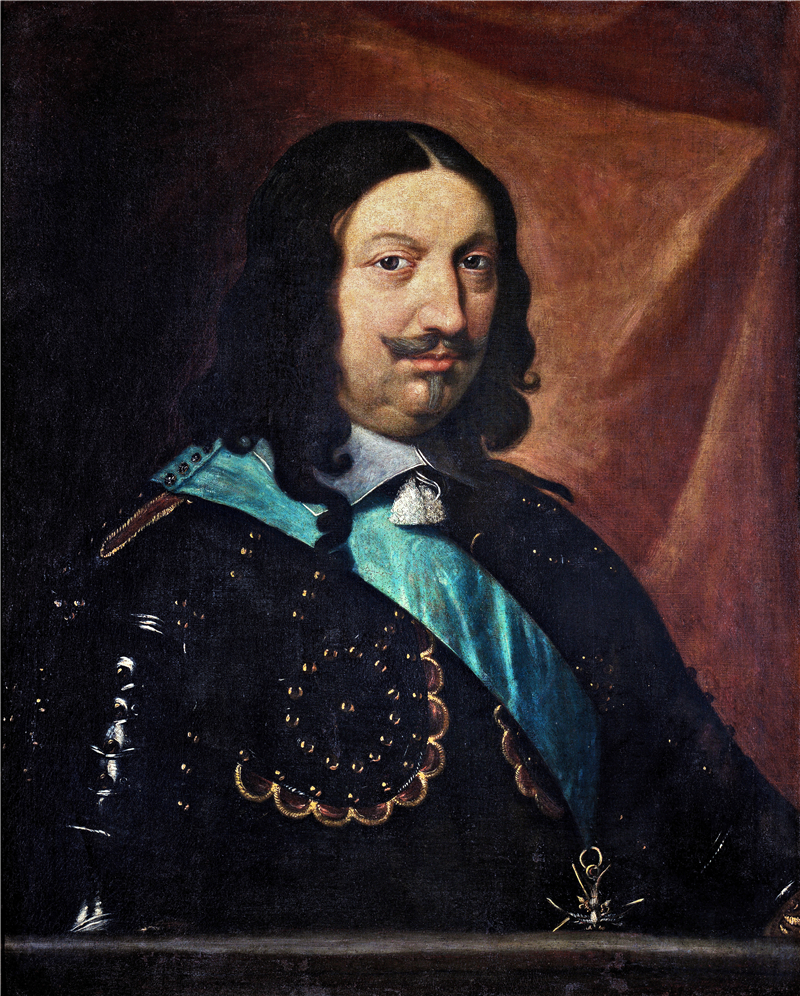
Onorato Grimaldi

Alla morte di Ercole, suo figlio Onorato, di soli 6 anni, divenne Signore di Monaco sotto la reggenza del cognato di Ercole, il Principe dello stato dei Landi,  Federico II. Lo stato dei Landi, con capitale Bardi, comprendeva la Val Ceno e la Val Taro, valli della attuale Provincia di Parma.

## Discendenza
Ercole e Maria Landi ebbero tre figli:
- Giovanna Maria (29 settembre 1596-1620);
- Onorato II  (24 dicembre 1597 - 10 gennaio 1662)
- Maria Claudia, religiosa (n. 1° gennaio 1599-1668)

## Ascendenza
|                            |                  |                              | Genitori                    |  |  | Nonni |  |  | Bisnonni          |  |  | Trisnonni                             |  |
|                            |                  |                              |                             |  |  |       |  |  | Lamberto Grimaldi |  |  | Niccolò Grimaldi , signore di Antibes |  |
|                            |                  |                              |                             |  |  |       |  |  | Lamberto Grimaldi |  |  | Niccolò Grimaldi , signore di Antibes |  |
|                            |                  | Cesarina Doria               |                             |  |  |       |  |  | Lamberto Grimaldi |  |  |                                       |  |
| Luciano I di Monaco        |                  |                              |                             |  |  |       |  |  | Lamberto Grimaldi |  |  |                                       |  |
|                            |                  | Claudina di Monaco           | Catalano di Monaco          |  |  |       |  |  |                   |  |  |                                       |  |
|                            |                  | Claudina di Monaco           | Catalano di Monaco          |  |  |       |  |  |                   |  |  |                                       |  |
|                            |                  | Claudina di Monaco           | Bianca Del Carretto         |  |  |       |  |  |                   |  |  |                                       |  |
| Onorato I di Monaco        |                  | Claudina di Monaco           |                             |  |  |       |  |  |                   |  |  |                                       |  |
|                            |                  | Tanneguy de Pontevès-Cabanes | Antoine de Pontevès-Cabanes |  |  |       |  |  |                   |  |  |                                       |  |
|                            |                  | Tanneguy de Pontevès-Cabanes | Antoine de Pontevès-Cabanes |  |  |       |  |  |                   |  |  |                                       |  |
|                            |                  | Tanneguy de Pontevès-Cabanes | Jaumette Monge              |  |  |       |  |  |                   |  |  |                                       |  |
| Jeanne de Pontevès-Cabanes |                  | Tanneguy de Pontevès-Cabanes |                             |  |  |       |  |  |                   |  |  |                                       |  |
|                            |                  | Jeanne de Villeneuve         | Louis de Villeneuve         |  |  |       |  |  |                   |  |  |                                       |  |
|                            |                  | Jeanne de Villeneuve         | Louis de Villeneuve         |  |  |       |  |  |                   |  |  |                                       |  |
|                            |                  | Jeanne de Villeneuve         | Colette de Castillon        |  |  |       |  |  |                   |  |  |                                       |  |
| Ercole di Monaco           |                  | Jeanne de Villeneuve         |                             |  |  |       |  |  |                   |  |  |                                       |  |
|                            | Giorgio Grimaldi | Angelo Grimaldi              |                             |  |  |       |  |  |                   |  |  |                                       |  |
|                            | Giorgio Grimaldi | Angelo Grimaldi              |                             |  |  |       |  |  |                   |  |  |                                       |  |
|                            | Giorgio Grimaldi | …                            |                             |  |  |       |  |  |                   |  |  |                                       |  |
| Giovanni Battista Grimaldi | Giorgio Grimaldi |                              |                             |  |  |       |  |  |                   |  |  |                                       |  |
|                            |                  | Isabella Fieschi             | Giorgio Fieschi             |  |  |       |  |  |                   |  |  |                                       |  |
|                            |                  | Isabella Fieschi             | Giorgio Fieschi             |  |  |       |  |  |                   |  |  |                                       |  |
|                            |                  | Isabella Fieschi             | …                           |  |  |       |  |  |                   |  |  |                                       |  |
| Isabella Grimaldi          |                  | Isabella Fieschi             |                             |  |  |       |  |  |                   |  |  |                                       |  |
|                            |                  | Agostino Pallavicini         | Domenico Pallavicini        |  |  |       |  |  |                   |  |  |                                       |  |
|                            |                  | Agostino Pallavicini         | Domenico Pallavicini        |  |  |       |  |  |                   |  |  |                                       |  |
|                            |                  | Agostino Pallavicini         | Maria Gentile               |  |  |       |  |  |                   |  |  |                                       |  |
| Maddalena Pallavicini      |                  | Agostino Pallavicini         |                             |  |  |       |  |  |                   |  |  |                                       |  |
|                            |                  | …                            | …                           |  |  |       |  |  |                   |  |  |                                       |  |
|                            |                  | …                            | …                           |  |  |       |  |  |                   |  |  |                                       |  |
|                            |                  | …                            | …                           |  |  |       |  |  |                   |  |  |                                       |  |
|                            |                  | …                            |                             |  |  |       |  |  |                   |  |  |                                       |  |